# Lethrus fedtschenkoi
Lethrus fedtschenkoi är en skalbaggsart som beskrevs av Semenov 1894. Lethrus fedtschenkoi ingår i släktet Lethrus och familjen tordyvlar. Inga underarter finns listade i Catalogue of Life.